# Sofia di Brandeburgo-Ansbach
Sofia di Brandeburgo-Ansbach (Ansbach, 23 marzo 1535 – Legnica, 22 febbraio 1587) è stata una principessa di Brandeburgo-Ansbach e per matrimonio duchessa di Legnica.

## Biografia
Sofia era una figlia del margravio Giorgio di Brandeburgo-Ansbach (1484-1543) dalla sua terza moglie Emilia di Sassonia (1516-1591), figlia del duca Enrico IV di Sassonia.

## Matrimonio
Sposò, l'11 novembre 1560 a Legnica, il duca Enrico XI di Legnica (1539-1588). Il matrimonio servì a consolidare la posizione di suo padre come duca in Slesia, ma il matrimonio fu poco felice.
La coppia ebbe sei figli:
- Caterina Sofia (1561-1608), sposò nel 1587, il conte palatino Federico del Palatinato-Zweibrücken-Vohenstrauss-Parkstein;
- Anna Maria (1563-1620);
- Emilia (1563-1618);
- Giorgio Federico (1565-1565);
- Figlio nato morto (1565-1565);
- Sabina Barbara (1571-1572).

## Morte
Sofia morì il 22 febbraio 1587 a Legnica.

## Ascendenza
|                                                          |                                   |                                                       | Genitori                                           |  |  | Nonni |  |  | Bisnonni                                         |  |  | Trisnonni                                        |  |
|                                                          |                                   |                                                       |                                                    |  |  |       |  |  | 8. Alberto III, principe elettore di Brandeburgo |  |  | 16. Federico I, principe elettore di Brandeburgo |  |
|                                                          |                                   |                                                       |                                                    |  |  |       |  |  | 8. Alberto III, principe elettore di Brandeburgo |  |  | 16. Federico I, principe elettore di Brandeburgo |  |
|                                                          |                                   | 17. Elisabetta di Baviera-Landshut                    |                                                    |  |  |       |  |  | 8. Alberto III, principe elettore di Brandeburgo |  |  |                                                  |  |
| 4. Federico I, margravio di Brandeburgo-Ansbach-Kulmbach |                                   |                                                       |                                                    |  |  |       |  |  | 8. Alberto III, principe elettore di Brandeburgo |  |  |                                                  |  |
|                                                          |                                   | 9. Anna di Sassonia                                   | 18. Federico II, principe elettore di Sassonia     |  |  |       |  |  |                                                  |  |  |                                                  |  |
|                                                          |                                   | 9. Anna di Sassonia                                   | 18. Federico II, principe elettore di Sassonia     |  |  |       |  |  |                                                  |  |  |                                                  |  |
|                                                          |                                   | 9. Anna di Sassonia                                   | 19. Margherita d'Austria                           |  |  |       |  |  |                                                  |  |  |                                                  |  |
| 2. Giorgio, margravio di Brandeburgo-Ansbach             |                                   | 9. Anna di Sassonia                                   |                                                    |  |  |       |  |  |                                                  |  |  |                                                  |  |
|                                                          |                                   | 10. Casimiro IV, re di Polonia                        | 20. Ladislao II, re di Polonia                     |  |  |       |  |  |                                                  |  |  |                                                  |  |
|                                                          |                                   | 10. Casimiro IV, re di Polonia                        | 20. Ladislao II, re di Polonia                     |  |  |       |  |  |                                                  |  |  |                                                  |  |
|                                                          |                                   | 10. Casimiro IV, re di Polonia                        | 21. Sofia Alšėniškė                                |  |  |       |  |  |                                                  |  |  |                                                  |  |
| 5. Sofia di Polonia                                      |                                   | 10. Casimiro IV, re di Polonia                        |                                                    |  |  |       |  |  |                                                  |  |  |                                                  |  |
|                                                          |                                   | 11. Elisabetta d'Asburgo                              | 22. Alberto II, imperatore del Sacro Romano Impero |  |  |       |  |  |                                                  |  |  |                                                  |  |
|                                                          |                                   | 11. Elisabetta d'Asburgo                              | 22. Alberto II, imperatore del Sacro Romano Impero |  |  |       |  |  |                                                  |  |  |                                                  |  |
|                                                          |                                   | 11. Elisabetta d'Asburgo                              | 23. Elisabetta di Lussemburgo                      |  |  |       |  |  |                                                  |  |  |                                                  |  |
| 1. Anna Maria di Brandeburgo-Ansbach                     |                                   | 11. Elisabetta d'Asburgo                              |                                                    |  |  |       |  |  |                                                  |  |  |                                                  |  |
|                                                          | 12. Alberto III, duca di Sassonia | 24. Federico II, principe elettore di Sassonia (= 18) |                                                    |  |  |       |  |  |                                                  |  |  |                                                  |  |
|                                                          | 12. Alberto III, duca di Sassonia | 24. Federico II, principe elettore di Sassonia (= 18) |                                                    |  |  |       |  |  |                                                  |  |  |                                                  |  |
|                                                          | 12. Alberto III, duca di Sassonia | 25. Margherita d'Austria (= 19)                       |                                                    |  |  |       |  |  |                                                  |  |  |                                                  |  |
| 6. Enrico IV, duca di Sassonia                           | 12. Alberto III, duca di Sassonia |                                                       |                                                    |  |  |       |  |  |                                                  |  |  |                                                  |  |
|                                                          |                                   | 13. Sidonia di Boemia                                 | 26. Giorgio, re di Boemia                          |  |  |       |  |  |                                                  |  |  |                                                  |  |
|                                                          |                                   | 13. Sidonia di Boemia                                 | 26. Giorgio, re di Boemia                          |  |  |       |  |  |                                                  |  |  |                                                  |  |
|                                                          |                                   | 13. Sidonia di Boemia                                 | 27. Cunegonda di Sternberg                         |  |  |       |  |  |                                                  |  |  |                                                  |  |
| 3. Emilia di Sassonia                                    |                                   | 13. Sidonia di Boemia                                 |                                                    |  |  |       |  |  |                                                  |  |  |                                                  |  |
|                                                          |                                   | 14. Magnus II, duca di Meclemburgo-Schwerin           | 28. Enrico IV, duca di Meclemburgo-Schwerin        |  |  |       |  |  |                                                  |  |  |                                                  |  |
|                                                          |                                   | 14. Magnus II, duca di Meclemburgo-Schwerin           | 28. Enrico IV, duca di Meclemburgo-Schwerin        |  |  |       |  |  |                                                  |  |  |                                                  |  |
|                                                          |                                   | 14. Magnus II, duca di Meclemburgo-Schwerin           | 29. Dorotea di Brandeburgo                         |  |  |       |  |  |                                                  |  |  |                                                  |  |
| 7. Caterina di Meclemburgo-Schwerin                      |                                   | 14. Magnus II, duca di Meclemburgo-Schwerin           |                                                    |  |  |       |  |  |                                                  |  |  |                                                  |  |
|                                                          |                                   | 15. Sofia di Pomerania-Wolgast                        | 30. Eric II, duca di Pomerania-Wolgast             |  |  |       |  |  |                                                  |  |  |                                                  |  |
|                                                          |                                   | 15. Sofia di Pomerania-Wolgast                        | 30. Eric II, duca di Pomerania-Wolgast             |  |  |       |  |  |                                                  |  |  |                                                  |  |
|                                                          |                                   | 15. Sofia di Pomerania-Wolgast                        | 31. Sofia di Pomerania-Stolp                       |  |  |       |  |  |                                                  |  |  |                                                  |  |
|                                                          |                                   | 15. Sofia di Pomerania-Wolgast                        |                                                    |  |  |       |  |  |                                                  |  |  |                                                  |  |

| Controllo di autorità | VIAF (EN) 298993229 · ISNI (EN) 0000 0004 0282 1603 · CERL cnp00556648 · GND (DE) 115370196 |